# Лесные Поляны (Красноярский край)
Лесны́е Поля́ны — деревня в Назаровском районе Красноярского края России. Входит в состав Краснополянского сельсовета.

## География
Деревня находится на расстоянии 27 км к востоку от города Назарово, административного центра района.

## История
В 1968 году указом Президиума Верховного Совета РСФСР посёлок отделения № 2 Краснополянского совхоза переименован в Лесные Поляны.

## Население
| 2010 |
| ---- |
| 234  |

### Гендерный состав
По данным Всероссийской переписи населения 2010 года, в деревне проживало 234 человека (124 мужчины и 110 женщин).